# 岸野猛
岸野 猛（きしの たけし、1935年〈昭和10年〉5月 - 2022年〈令和4年〉4月）は日本のお笑い芸人である。本名：伊東 正弘。東京都世田谷区出身。社団法人漫才協会所属。

## 人物・略歴
風呂屋の三男として生まれる。開成高校では蜷川幸雄と同級生だった（ただし、蜷川は留年しているため卒業は1年遅い）。一浪の後中央大学商学部に入学するがすぐに除籍。
その後東京都大田区雪ヶ谷にあった榎本健一映画演劇研究所（いわゆるエノケン学校）に入所し、1959年秋の「エノケンのお染久松」で初舞台。ナンセンストリオ結成前は三波伸介とのコンビで5年程活動していた。1964年、ナンセンストリオを結成。
1973年、元「トリオ・スカイライン」の原田健二がトリオに加入。1979年、前田隣脱退後のメンバーだった和泉和助が脱退、原田との漫才コンビ「ナンセンス」として長らく活動してきたが、2018年をもってコンビを解消（その後、原田は2019年3月16日に死去）。2019年1月6日の漫才協会浅草東洋館初席より漫談家として活動していた。
2022年4月、東京都内の自宅で亡くなっていたと警察から連絡を受け、同月30日、漫才協会が公表した。同月30日までに死去したものと見られ、死因などは公表されていない。86歳没。
巨根であるといわれており、フジテレビ系『北野ファンクラブ』でビートたけしにネタにされていた。

## 出演番組
ナンセンストリオ時代の出演はナンセンストリオを参照。
- 巣鴨バラエティ横丁（テレ玉など）
- 真打ち競演（NHKラジオ、ナンセンスとして）
- 浅草・東洋館 漫才大行進ゲロゲーロ！(J:COMチャンネル)